# Bauernlegen (Geschichte)
Als Bauernlegen bezeichnet man die Enteignung und das Einziehen von Bauernhöfen durch Grundherren, um sie als Gutsland selbst zu bewirtschaften. Auch das Aufkaufen freier Bauernhöfe, oftmals unter Anwendung von Druckmitteln, wird als Bauernlegen bezeichnet. Das Legen der Bauerngüter hatte in der Regel den Zweck, das Einkommen der Gutsbesitzer durch unmittelbare Bewirtschaftung der meist nur geringen Ertrag abwerfenden Güter zu erhöhen. Dafür bekam der zuvor freie Bauer Schutz vom Grundherrn, war aber juristisch unfrei und dem Herrn leibeigen. 

## Entwicklung in Deutschland
Seit dem 14. Jahrhundert setzte im Osten des Heiligen Römischen Reiches eine Bewegung ein, die für den Bauernstand verhängnisvoll wurde. Infolge des Ersatzes der alten Lehnsheere durch Söldnertruppen und des damit verbundenen Endes des Ritterdienstes, der bisher die nahezu ausschließliche Beschäftigung der ritterlichen Grundherren gebildet hatte, wandten sich die Ritter wieder dem Landbau zu. Die Ritter begannen ihre Güter selbst zu bewirtschaften, sie wurden zu Rittergutsbesitzern. Sie versuchten, ihren Besitz auf Kosten der Bauernhufen zu arrondieren und zu erweitern und die nötigen Arbeitskräfte zur Bewirtschaftung zu gewinnen. Ausgehend von der Anschauung, dass der Gutsherr ein Obereigentum an der ganzen Dorfflur besitze, wurden ganze Bauernhöfe eingezogen und dem eigenen Gut einverleibt. Das bäuerliche Besitzrecht wurde in verschiedenen Landesteilen zu einem bedeutungslosen Scheinrecht. Zugleich drückte man die Masse der Bauern zu Leibeigenen oder genauer zu Gutsgehörigen bzw. Gutsuntertanen oder Erbuntertanen herab, das heißt, die Bauern wurden erblich mit einem Rittergut verbunden, durften dieses ohne Erlaubnis nicht verlassen und konnten mit demselben veräußert werden. Es entstand eine neue, angeblich von jeher bestehende Leibeigenschaft. Die von den Bauern zu tragenden Lasten, namentlich die Frondienste, wurden von fest angesetzten zu unbemessenen Pflichten. 
Besonders begünstigt wurde diese Entwicklung durch die Erschütterungen des Dreißigjährigen Krieges. Insbesondere in Mecklenburg und Vorpommern verschwanden nach dem Dreißigjährigen Krieg durch das Bauernlegen sowie durch Zusammenlegen mehrerer Hofstellen zu Kleingütern immer mehr eigenständige Bauernhöfe, während die Rittergüter immer größer wurden. Die Landesherren unterstützten zunächst die örtliche Machterweiterung der Rittergutsbesitzer, sie erkauften die Steuerbewilligungen und damit die Besteuerung der modernen staatlichen Einrichtungen im Heer-, Verwaltungs-, Justizwesen durch derartige Zugeständnisse an die Stände. 
Im Interesse der Erhaltung des Bauernstandes wurde das Bauernlegen im 17. und 18. Jahrhundert mehrfach gesetzlich verboten und die Wiederverleihung heimgefallener Bauerngüter angeordnet. Das Bauernlegen endete in Preußen durch die 1709 erlassenen Gesetze zum Bauernschutz in Verbindung mit der Erbuntertänigkeit. Zum eigentlichen Bauernschutz kam es unter Friedrich Wilhelm I., doch trat ein voller Erfolg erst durch den aufgeklärten Absolutismus Friedrichs II. ein. Unter seiner Herrschaft gelangten die Domanialbauern zu einer gemäßigten Erbuntertänigkeit und die Schollenpflichtigkeit der Gutsuntertanen wurde zunächst für Schlesien, dann für Ost- und Westpreußen aufgehoben. Durch das Edikt von 1748 – Loslassung der Untertanen und dem Edikt vom 12. August 1749 trat eine humane Besserung ein und es wurde zusätzlich verboten, das Land von Bauernstellen zu Gutsland einzuziehen. Im Jahre 1764 wurde dann das Verbot verstärkt durch die positive Weisung, alle während des Siebenjährigen Kriegs wüst gewordenen Güter binnen Jahresfrist wieder zu besetzen. Im 18. Jahrhundert förderte der preußische König die Anlage von Kolonien, in diesen wirtschafteten freie Untertanen. Sie waren dadurch freie Untertanen des Preußenkönigs, nannten sich auch Freigärtner, weil sie neben der Landwirtschaft noch einem handwerklichen Beruf nachgingen.
Im Westen des Reiches trat das Phänomen nur vereinzelt auf Betreiben des örtlichen Adels auf. Meist unterbanden dort die Landesherren aber diese Praxis, da sie ihre Einnahmen aus Abgaben und Steuern der Bauern schmälerte.

## Entwicklung in Österreich
In Österreich wird mit dem Begriff Bauernlegen vor allem die Entwicklung in der Zeit zwischen 1848 und 1890 bezeichnet. Nach der Revolution von 1848 und der Bauernbefreiung mussten die nunmehr freien Bauern einerseits hohe Ablösezahlungen an die früheren Grundherren leisten und andererseits nun wie alle Staatsbürger ihre Steuern in Geld leisten, was die Finanzämter auch konsequent einforderten. Hinzu kam auch die Militärdienstpflicht, die dem bäuerlichen Bereich wichtige Arbeitskräfte entzog. Als ab den 1850er-Jahren durch den Freihandel die Agrarpreise verfielen, gerieten viele Bauern in wirtschaftliche Schwierigkeiten und waren gezwungen, ihre Höfe – oft zu unverhältnismäßig niedrigen Preisen – zu verkaufen. Als Käufer traten neben adeligen Gutsbesitzern auch Industrielle und kirchliche Institutionen auf. Diese Vorgänge wurden vom Schriftsteller Peter Rosegger in seinem Roman Jakob der Letzte  literarisch verarbeitet. In der Steiermark (inklusive Untersteiermark) sind zwischen 1860 und 1890 etwa 50.000 Bauernhöfe aufgegeben und verkauft worden, in Roseggers engerer Heimat im Mürztal betraf dies etwa ein Drittel aller Höfe.

## Entwicklung in Großbritannien
In England verschwanden die kleinen Bauernstellen nicht durch Erstarken der Lehnsherren, sondern seit der Regierungszeit Heinrichs VIII. während des Frühkapitalismus. Das mittelalterliche Lehenssystem mit Feudalrechten und Frondiensten wurde durch moderne Eigentumstitel ersetzt. Die neuen Grundbesitzer, zu einem großen Teil zu Wohlstand gelangte Bürger, zäunten ihre Besitzungen ein (Enclosures) und beschäftigten nur so viele Landarbeiter, wie sie brauchten. Die übrige Landbevölkerung wurde zu Bettlern, oft zu Landstreichern. Die massenhafte Not veranlasste Thomas Morus zum Verfassen seiner Utopia. In Schottland setzte sich das Phänomen bis ins 18. und frühe 19. Jahrhundert fort mit den Highland Clearances, bei denen in manchen Landstrichen bis zu 90 % der Bevölkerung vertrieben wurden. Die Not der vertriebenen Landbewohner wurde nur teilweise durch die in England besonders früh beginnende Industrialisierung abgemildert. Sie war zudem eine Triebkraft bei Auswanderung in Siedlungskolonien bzw. Strafkolonien im damals wachsenden Britischen Weltreich.